# Мерея (река)
Мере́я (бел. Мярэ́я) — река в Могилёвской и Витебской областях Беларуси и Смоленской области России. На протяжении 36 км (до этого течёт в Беларуси) образует естественную границу между Краснинским районом Смоленской области и Витебской областью Беларуси. Левый приток Днепра.
Длина 67 км. Исток у деревни Логовино Могилёвской области. Направление течения: север-северо-восток. Устье у деревни Клименты Краснинского района.
Правые притоки: Лупа с Еленкой и Ректой (Комаровкой), Свиная с Литивленкой и Добрынкой (Доброй).